# Alberto I de Mónaco

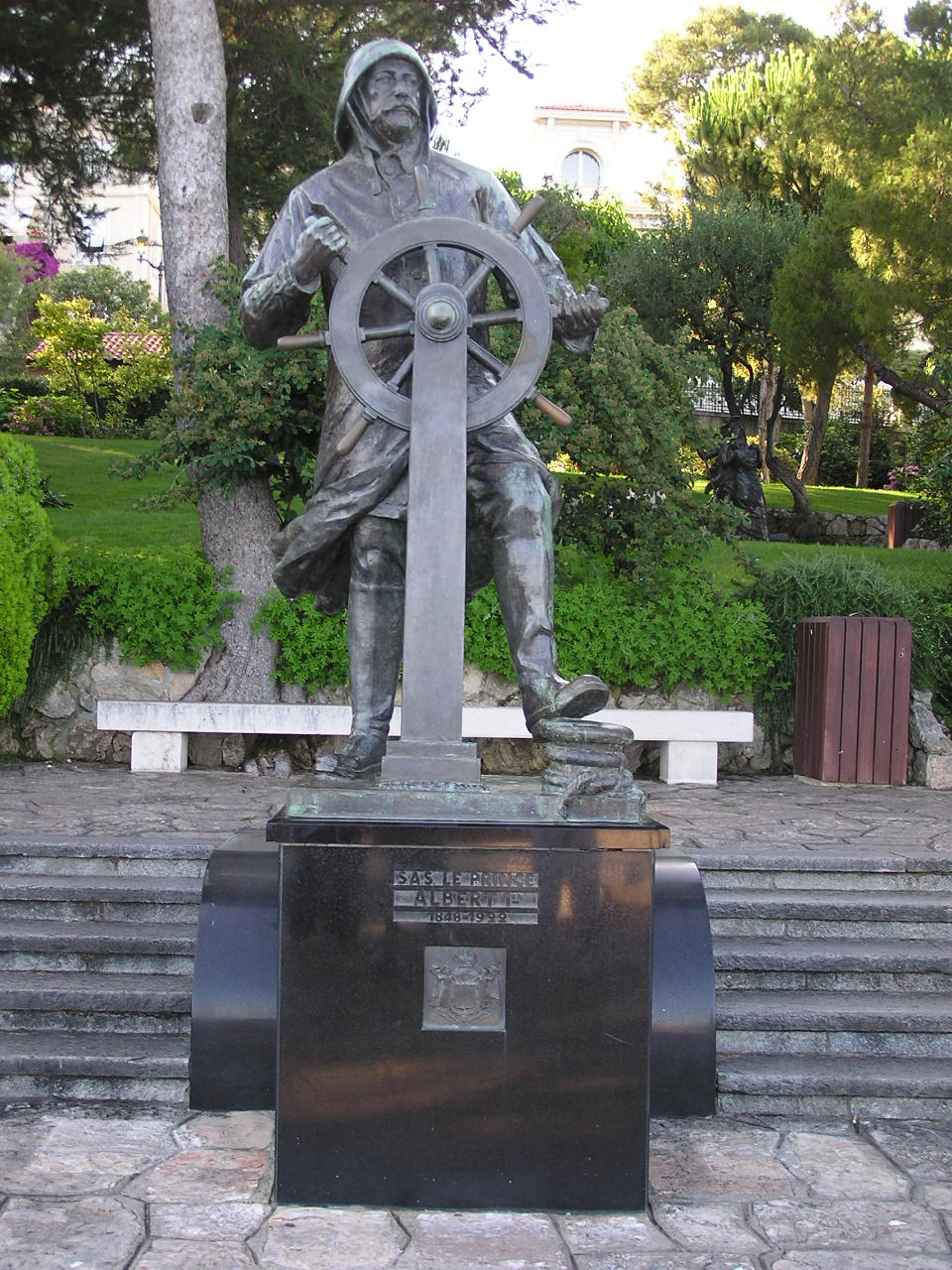
Estatua en su honor en Mónaco.

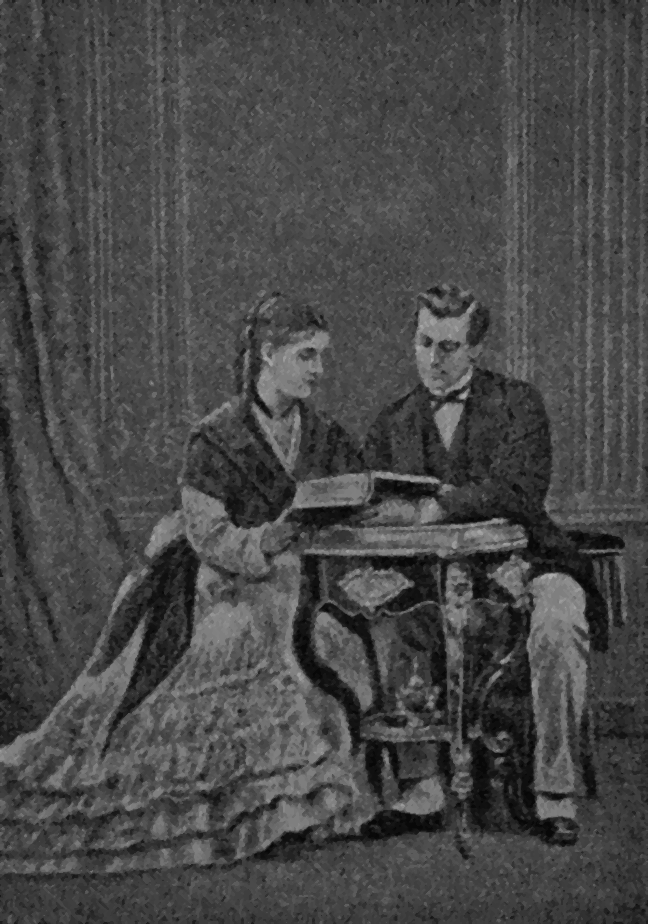
El príncipe Alberto con su primera esposa.

Alberto I de Mónaco (París, 13 de noviembre de 1848-ibidem, 26 de junio de 1922), fue príncipe soberano de Mónaco desde el 10 de septiembre de 1889 hasta el 26 de junio de 1922.

## Biografía
Fue hijo del príncipe Carlos III de Mónaco (1818-1889) y de la condesa Antonieta de Mérode-Westerloo (1828-1864), tía materna de la que fuera reina consorte de España, María Victoria dal Pozzo (quien, a su vez, era prima hermana de Alberto). Durante su vida se le conoció con el sobrenombre del Príncipe Navegante.
Entró en la Academia Naval Española a los 18 años, donde permaneció 4 años, sirviendo en la marina española como capitán de navío. Durante la guerra franco-prusiana, se unió a la Marina francesa, concediéndosele la Legión de Honor.
Poseía una colección filatélica, enriquecida por Luis II, y que se conserva en el museo postal creado por Raniero III en 1950.

## Sus exploraciones
Al príncipe Alberto le gustaban los descubrimientos y las exploraciones, y participó, entre otras, en la exploración de Svalbard, realizando su cartografía de forma muy precisa al principio de los años de 1900, por lo que algunas de sus cartas aún se utilizan.[cita requerida]
Además de su afición a los estudios oceanográficos, se interesó por los orígenes del hombre, fundando en París el Instituto para la Paleontología Humana. Los logros y el mecenazgo intelectual de Alberto fueron reconocidos internacionalmente y 1909 fue nombrado miembro de la Academia Británica de Ciencias, concediéndosele también en 1920 por la Academia Americana de Ciencias su medalla de oro.
En este sentido, financió estudios en las cuevas rupestres situadas en Puente Viesgo (Cantabria, España), visitándolas en dos ocasiones, en 1909 y 1914.

## Matrimonios y descendencia
Por la intervención de la emperatriz Eugenia de Montijo, el príncipe se casó en 1869, en el castillo de Marchais, con lady María Victoria Douglas-Hamilton, hija de Guillermo Alejandro Hamilton, 11.º duque de Hamilton, y de su esposa, la princesa María Amelia de Baden. De este matrimonio nació un único hijo, el príncipe Luis II de Mónaco (1870-1949). En 1880, la princesa, que siempre se había opuesto a este matrimonio arreglado, obtuvo la anulación.
El príncipe se volvió a casar con Alicia, duquesa viuda de Richelieu (nacida como Alice Heine, su anterior esposo fue Armando, duque de Richelieu), hija de un banquero francés de origen alemán, en 1889, no teniendo descendencia.
El 5 de enero de 1911, el príncipe Alberto concedió a Mónaco una Constitución, que tenía poco contenido en el sentido de reducir la autoridad del soberano, siendo suspendida con la Primera Guerra Mundial. Asimismo, en 1911 apoyó la creación de la Carrera de Montecarlo, una competición de automóvil ideada para atraer turistas a Mónaco y al Casino.
El príncipe Alberto I de Mónaco falleció el 26 de junio de 1922 en París (Francia), sucediéndole su hijo, Luis II.

## Órdenes y empleos

### Militares
- Medalla Conmemorativa de la guerra franco-prusiana ( Francia).

### Órdenes
- Gran maestre de la Orden de San Carlos ( Mónaco, 10 de septiembre de 1889).
- Caballero de la Suprema Orden de la Santísima Anunciación ( Italia).
- Caballero Gran Cruz de la Orden de los Santos Mauricio y Lázaro ( Italia).
- Caballero Gran Cruz de la Orden de la Corona de Italia ( Italia).
- Caballero de la Orden del Águila Negra (

 Reino de Prusia).
- Caballero Gran Cruz de la Orden de San Olaf ( Noruega).
- Caballero Gran Cruz de la Orden del Mérito Naval ( España, 24 de julio de 1886).[2]
- Condecorado con la Condecoración para las Artes y las Ciencias.[3] ( Imperio austrohúngaro, 1913).

### Empleos
- 11 de marzo de 1896: Capitán de navío de primera clase. (Reino de España)[4]

## Ancestros
| Predecesor: Carlos III | Príncipe soberano de Mónaco 10 de septiembre de 1889-26 de junio de 1922 | Sucesor: Luis II |